# I'm Looking Through You
«I'm Looking Through You» es una canción de Lennon/McCartney, escrita por Paul McCartney, que aparece por primera vez en su álbum de 1965 Rubber Soul.
La canción trata sobre Jane Asher, la novia de McCartney durante 5 años. «No te ves diferente, pero has cambiado», dice la letra, reflejando su insatisfacción con la relación.

## Grabaciones
Los Beatles grabaron tres versiones de la canción en octubre y noviembre de 1965. La última versión fue incluida en Rubber Soul. La versión grabada el 24 de octubre era más lenta que la versión del disco, con un ritmo significativamente distinto, y sin el "Why, tell me why..." parte del medio de la versión final. Esta versión aparece en el Anthology 2.
La versión estéreo de Estados Unidos incluye una falsa introducción de guitarra.

## Personal
- Paul McCartney – voz principal, bajo (Rickenbacker 4001s).
- John Lennon – armonía vocal, guitarra acústica (Gibson J-160e con transporte en el 1.er casillero).
- George Harrison – guitarra eléctrica (Epiphone Casino), pandereta.
- Ringo Starr – batería (Ludwig Super Classic), órgano (Vox Continental).

## Versiones
- La estrella country Steve Earle incluyó una versión en su álbum Train a Comin'.
- Mark Heard versionó la canción en su álbum Second Hand.
- The Wallflowers grabaron una versión para la película I Am Sam cuyo soundtrack está compuesto por puros covers de los Beatles.
- Ted Leo and the Pharmacists grabaron una versión para el álbum del 2005 This Bird Has Flown - A 40th Anniversary Tribute to the Beatles' Rubber Soul, un álbum compuesto por versiones de varios artistas.
- Los Muppets tocaron la canción en un especial de Halloween (con la estrella invitada Vincent Price) en la primera temporada de The Muppet Show.
- El guitarrista de folk Davy Graham versionó la canción en álbum de 1966 Midnight Man.
- The Punkles hicieron una versión punk en su álbum Pistol.